# Lau Rempah
Lau Rempah is een bestuurslaag in het regentschap Deli Serdang van de provincie Noord-Sumatra, Indonesië. Lau Rempah telt 830 inwoners (volkstelling 2010).